# Nybohovsbron
Nybohovsbron ou  Nybohovsviadukten  est un pont du quartier de Liljeholmen à Stockholm en Suède. 

## Situation
Le pont enjambe l'Essingeleden (E4/E20) entre le quartier d'Aspudden et la zone résidentielle de Nybohov dans le quartier de Liljeholmen.
Le Nybohovsbron fait partie de l'Essingeleden. Il s'étend sur 80 mètres au-dessus de la roche taillée de la Nybohovsberget et est une structure en béton, conçue comme un cadre avec des pieds inclinés.
La conception offre une bonne adaptation au terrain. 
Le pont a été inauguré en même temps que l'Essingeleden, le 21 août 1966. Le client était le bureau des rues de Stockholm et maître d'œuvre était la société municipale Gekonsult.
Le constr était le consortium Hägerstensarbetena composé de AB Bergendahl & Höckert et AB Samuelsson & Bonnier, qui a également construit le viaduc de Hägersten.
En 2004, le pont a été examiné par des experts qui ont conclu que sans réparations importantes, le risque qu'il s'effondre sur l'Essingeleden était imminent. 
Le Nybohovsbron a été fermé aux voitures en 1990. Non pas parce que le pont était délabré, mais parce que les zones résidentielles du quartier étaient perturbées par le trafic de transit. Le pont de Nybohov a été réparé et renforcé en 2005 sans qu'il soit nécessaire de restreindre la circulation sur l'Essingeleden.